# NGC 7554
NGC 7554 (również PGC 70850) – galaktyka eliptyczna (E), znajdująca się w gwiazdozbiorze Ryb. Odkrył ją Albert Marth 3 sierpnia 1864 roku.